# Средний рыболовный морозильный траулер проекта 50010 типа «Ягры»
Средний рыболовный траулер морозильный проекта 50010 типа «Ягры» — среднетоннажное рыбопромысловое судно, предназначенное для промысла донными и пелагическими тралами. Траулер является морозильным и способен обрабатывать и замораживать улов для дальнейшего хранения в трюме.
Строительство корпусов траулеров велось силами верфи «Звездочка» (Северодвинск), достройка и оборудование норвежской фирмой «Квернер Квимек». Первоначально было построено 2 судна в 1998—2002 годах для ОАО «Грумант Флот». Еще два судна были заложены, но заказчик от них отказался в связи с изменениями в законодательстве РФ. Достройка одного из судов была произведена в 2013 году для другого заказчика.

## Общее описание
СТМ-50010 является двухпалубным одновинтовым теплоходом, с развитым баком, с кормовым расположением машинного отделения и носовым расположением рубки. Судно имеет кормовой слип для работы с орудиями лова и бортовую рыбообрабатывающую фабрику, расположенную под верхней палубой. Судно имеет два морозильных трюма. Промысловая палуба полностью закрыта с бортов крыльями бака.
Основные элементы и характеристики траулера:
- Длина наибольшая — 38,50 м;
- Длина между перпендикулярами — 34,80 м;
- Ширина — 10,20 м;
- Высота борта — 6,7 м;
- Осадка в грузу — 4,23 м;
- Водоизмещение полное/порожнем — 950/621 т;
- Дедвейт максимальный — 323 т;
- Грузоподъемность — 183 т;
- Грузовместимость трюма № 1 — 78,0 м³;
- Грузовместимость трюма № 2 — 295,0 м³;
- Валовая/чистая вместимость судна — 601/180 рт;
- Скорость хода в грузу — 11,0 уз;
- Тяговое усилие при тралении на скорости 5 узлов — 13,0 тс;
- Запасы топлива — 196 т;
- Запасы масла — 4,62 т;
- Запасы питьевой воды — 12,62 т;
- Запасы котельно-мытьевой — 6,64 т;
- Цистерна сбора льяльных вод — 11,64 т;
- Автономность плавания (по топливу) — 40 сут;
- Дальность плавания — 10 520 миль;
- Экипаж — 20 чел.

## Судовая энергетическая установка и пропульсивный комплекс
В качестве энергетической установки на судне установлен дизель-редукторный агрегат состоящий из экономичного дизеля 6L20D и понижающего редуктора LAF872, обеспечивающих передачу мощности на гребной винт и валогенератор. Главный двигатель марки 6L20D производства Wartsila имеет максимальную мощность 1080 кВт. Суммарный суточный расход топлива не превышает 5,3 тонн.
Для снабжения электроэнергией на судне предусмотрена электроэнергетическая станция в составе:
- одного валогенератора переменного тока мощностью 660 кВА/528 кВт;
- одного вспомогательного дизель-генератора мощностью 264 кВт;
- одного аварийного дизель-генератора мощностью 30 кВт;

Для пополнения судовых запасов пресной воды на судне установлена опреснительная обратноосмотическая установка.
Для обеспечения судовых потребителей горячей водой используется электрический водонагреватель, а также утилизационный водогрейный котел.
Движителем траулера является четырёхлопасной винт регулируемого шага диаметром 2700 мм в стационарной насадке.